# Grand Prix San Marino 1982
Grand Prix San Marino 1982 (oryg. Gran Premio di San Marino) – czwarta runda Mistrzostw Świata Formuły 1 w sezonie 1982, która odbyła się 25 kwietnia 1982, po raz drugi na torze Imola.
2. Grand Prix San Marino, drugie zaliczane do Mistrzostw Świata Formuły 1.
Dublet w tym wyścigu zdobyli kierowcy Ferrari - Didier Pironi i Gilles Villeneuve. Na najniższym stopniu podium stanął Włoch Michele Alboreto z Tyrrell-Forda.
Wyścig został zbojkotowany przez wiele zespołów jako część politycznej wojny, niezwiązanej z samym wyścigiem, między panującymi w Formule 1 siłami - FISA i FOCA, który spowodował, że na stracie do wyścigu stanęło tylko 14 bolidów. Do kontrowersji doszło również podczas finiszu wyścigu. Gilles Villeneuve prowadził w wyścigu, gdy inżynierowie Ferrari wywiesili tablice "SLOW" na prostej startowej. Gilles Villeneuve zinterpretował to jako polecenie dowiezienia pierwszych dwóch pozycji do mety, a Didier Pironi uznał, że zwolni, ale nie będzie utrzymywał pozycji. Na ostatnim okrążeniu, Pironi zszokował wszystkich widzów, wyprzedzając kanadyjskiego kierowcę i kończąc wyścig tuż przed nim. 

## Wyniki wyścigu
| Poz. | Nr | Kierowca           | Zespół       | Okr. | Czas/NU     | Poz. s. | Punkty |
| ---- | -- | ------------------ | ------------ | ---- | ----------- | ------- | ------ |
| 1    | 28 | Didier Pironi      | Ferrari      | 60   | 1:36:38.887 | 4       | 9      |
| 2    | 27 | Gilles Villeneuve  | Ferrari      | 60   | + 0.366     | 3       | 6      |
| 3    | 3  | Michele Alboreto   | Tyrrell-Ford | 60   | + 1:07.684  | 5       | 4      |
| 4    | 31 | Jean-Pierre Jarier | Osella-Ford  | 59   | + 1 okr.    | 9       | 3      |
| 5    | 10 | Eliseo Salazar     | ATS-Ford     | 57   | + 3 okr.    | 14      | 2      |
| DSQ  | 9  | Manfred Winkelhock | ATS-Ford     | 54   | †           | 12      |        |
| NK   | 36 | Teo Fabi           | Toleman-Hart | 52   |             | 10      |        |
| NU   | 16 | René Arnoux        | Renault      | 44   | Turbo       | 1       |        |
| NU   | 23 | Bruno Giacomelli   | Alfa Romeo   | 24   | Silnik      | 6       |        |
| NU   | 32 | Riccardo Paletti   | Osella-Ford  | 7    | Zawieszenie | 13      |        |
| NU   | 15 | Alain Prost        | Renault      | 6    | Silnik      | 2       |        |
| NU   | 22 | Andrea de Cesaris  | Alfa Romeo   | 4    | Elektryka   | 7       |        |
| NU   | 4  | Brian Henton       | Tyrrell-Ford | 0    | Przekładnia | 11      |        |
| NU   | 35 | Derek Warwick      | Toleman-Hart | 0    | Elektryka   | 8       |        |

DSQ - zdyskwalifikowany;

NK - nieklasyfikowany;

NU - nie ukończył wyścigu;

† - dyskwalifikacja za zbyt niską wagę bolidu.

## Prowadzenie w wyścigu
| Nr | Kierowca          | Okrążenia               | Suma |
| -- | ----------------- | ----------------------- | ---- |
| 16 | René Arnoux       | 1-26, 31-43             | 39   |
| 27 | Gilles Villeneuve | 27-30, 44-45, 49-52, 59 | 11   |
| 28 | Didier Pironi     | 46-48, 53-58, 60        | 10   |